# Poseideon
Poseideon (altgriechisch Ποσειδεών) ist der 6. Monat des attischen Kalenders. Es ist der Monat nach dem Maimakterion und vor dem Gamelion.

## Hintergrund
Er ist nach dem Hauptfest des Monats, Poseidea, benannt, dem Fest zu Ehren des Gottes Poseidon. Im gregorianischen Kalender umfasst der Poseideon den Zeitraum vom 10. Dezember bis zum 8. Januar.  Um den Solarkalender und den Lunarkalender in Übereinstimmung zu bringen, wurde ein Schaltmonat nach dem Poseideon eingeschoben, der ebenfalls Poseideon genannt wurde.
Im Poseideon wurden in Attika folgende Feste gefeiert:
- 8. Poseideon: Poseidea
- 26. Poseideon: Haloa
- genaues Datum unklar: Ländliche Dionysien